# Don’t You Worry Child
Don’t You Worry Child ist ein Lied des schwedischen House-Trios Swedish House Mafia. Es wurde am 14. September 2012 als letzte Single vor ihrer vorübergehenden Auflösung im Jahr 2013 veröffentlicht. Gesungen wird das Lied vom schwedischen Sänger John Martin. Es ist nach Save the World die zweite Zusammenarbeit mit Martin. Auf die Veröffentlichung folgten positive Kritiken und großer Erfolg in den Single-Charts zahlreicher Länder. Außerdem erreichte die Single eine Nominierung bei den Grammy Awards 2013 in der Kategorie Best Dance Recording wie es zuvor Save the World gelang.

## Hintergrund
Die ersten Ideen für den Song sammelten John Martin und Michel Zitron im Mai 2010 in Zitrons Studio in Stockholm. Zitron nutzte die Erinnerung an seine Kindheit in einem kaputten Zuhause in Stockholm sowie die Scheidung seiner Eltern. Der Refrain des Liedes zitieren die Worte, die sein Vater immerzu sagte, während der Pre-Chorus Upon a Hill across the Blue Lake / That's where I had my first heartbreak die Entdeckung der ersten jungen Liebe beschreibt. Martin und Zitron nahmen Wochen später eine erste Demo des Songs auf, der das Debüt eines gemeinsamen Elektropop-Indie-Projekts bilden sollte. Sebastian Ingrosso kontaktierte die Songwriter später für eine Kollaboration, aus vorerst Save the World resultieren sollte.
Im Januar 2012 rief Ingrosso Zitron und Martin, während er mit Axwell und Steve Angello in einem Musikstudio in Los Angeles war, an. Er bat sie darum, ihm jene Demos zu senden, die sie während der Produktion von Save the World gehört hatten. Ingrosso erzähle, dass Axwell fast geweint habe, nachdem er Don’t You Worry Child das erste Mal gehört hatte. Nachdem die Entscheidung gefallen war, dass das Lied eine gemeinsame Single werden sollte, geriet das Trio um die Swedish House Mafia in einen langen Produktionsprozess, der „persönliche Spannungen offenlegte“, wie in ihrem Dokumentarfilm Leave the World Behind aus dem Jahr 2014 erzählt wird.
Don’t You Worry Child wurde erstmals auf der Swedish-House-Mafia-Tour im Frühjahr 2012 in Australien angekündigt. Das Live-Debüt hatte der Song vor 65.000 Zuschauern auf dem Milton Keynes Bowl-Konzert. Am 10. August wurde es auch erstmals im Radio in der Pete Tong’s Radio One Show gespielt. Auf ihrer Twitter-Seite schrieben sie:
„Heute wollen wir Ihnen mitteilen, dass diese Tour weiter gehen wird, aber auch unsere letzte sein wird. Wir wollen jedem einzelnen von euch, der auf dieser Reise dabei war, danken. Wir kamen, wir schwärmten, wir liebten.“
Don’t You Worry Child wurde als letzte Single vor ihrer vorübergehenden Auflösung zwischen 2013 und 2018 angekündigt.

## Musikvideo
Das offizielle Musikvideo wurde am 10. September 2012 vom offiziellen Vevo-Kanal der Swedish House Mafia hochgeladen. Es beginnt mit einem Helikopter, der das Trio zu ihrem letzten Auftritt in Großbritannien fliegt. Daraufhin erfolgt eine Aufnahme eines Fernsehbildschirms, auf dem die Trennung des Trios angekündigt wird. Dann folgt wieder die Helikopter-Szene und sie steigen aus. Eine Ankündigung findet statt und die drei DJs erscheinen im „Bowl“ von Milton Keynes. Passend zum Beginn der Instrumentalparts beginnt das Publikum zu jubeln und die Lichter beginnen zu flackern. Als John Martin beginnt die zweite Strophe zu singen, wird das Licht ausgeschaltet und nur zwei Scheinwerfer bringen Licht in den dunklen, nebligen Raum. Im Nebel ist zu sehen wie er den Rest der Strophe singt und es werden mehr Ausschnitte von Auftritten ihrer Swedish-House-Mafia-Tour und dem Publikum gezeigt. Kurz vor dem Beginn des Themas sagt Axwell, dass sie noch nie solche fantastischen Bilder gesehen hätten und es zur besten Show ihres Lebens machen wollten. Der Wechsel der Szenen beschleunigt und zum Start des Beats beginnt die Halle förmlich zu explodieren. Alle springen in die Höhe und die Lichter beginnen zu spielen. Feuer schießt vor der Bühne aus der Erde, Feuerwerke werden abgeschossen und das Trio fällt sich in die Arme. Sie bedanken und verabschieden sich vom Publikum.

## Mitwirkende
Don’t You Worry Child wurde von Sebastian Ingrosso, Steve Angello, Axwell und John Martin geschrieben und komponiert. Das Trio der Swedish House Mafia produzierte ihn auch und veröffentlichte ihn schließlich über das Label EMI. John Martin war ebenso für die Vocals zuständig, während Ingrosso, Angello und Axwell für den Instrumental-Track aufnahmen.

## Versionen und Remixe
| #  | Version / Remix | Länge |
| -- | --------------- | ----- |
| 1. | Radio Edit      | 3:35  |
| 2. | Extended Mix    | 6:46  |
| 3. | Instrumental    | 3:36  |

## Kritiken
I Love Radio fand die Single überragend und schrieb:
„Die neue Single klingt nicht nur emotional nach Abschied, sondern auch nach dem großen Hit Save the World und wird vom selben Sänger, John Martin, gesungen.“
Auch Karl Ulbrich von der Seite Lost in the South war von den Vocals begeistert:
„Die Vocals sind nichts anderes als spektakulär – aber ich meine, komm schon, es ist John Martin! Er sang Save the World! Die Produktion in diesem Track wurde mit einem mächtigen Progressive-House-Tropfen verstärkt, der bestätigt, dass alle Hörer in die Luft springen werden und ihre Arme zum Beat schwingen werden.“

## Kommerzieller Erfolg

### Chartplatzierungen
Don’t You Worry Child stieg innerhalb von einer Woche in sämtlichen Ländern in die Charts ein. Es ist die erfolgreichste Single des Trios und die erste Single, die es auch in den USA in die Top 100 schaffte. In Schweden konnten sie sogar die Chartspitze erreichen und landeten dadurch ihren ersten Nummer-eins-Hit. In Deutschland, Österreich und der Schweiz konnten sie die Top 10 der Verkaufscharts erobern. Auch in Großbritannien erreichte der Song nach zwei Wochen Platz eins.
| ChartsChartplatzierungen       | Höchstplatzierung | Wochen |
| ------------------------------ | ----------------- | ------ |
| Deutschland (GfK)              | 9 (41 Wo.)        | 41     |
| Österreich (Ö3)                | 5 (30 Wo.)        | 30     |
| Schweden (GLF)                 | 1 (52 Wo.)        | 52     |
| Schweiz (IFPI)                 | 7 (36 Wo.)        | 36     |
| Vereinigte Staaten (Billboard) | 6 (33 Wo.)        | 33     |
| Vereinigtes Königreich (OCC)   | 1 (60 Wo.)        | 60     |

| ChartsJahrescharts (2012)    | Platzierung |
| ---------------------------- | ----------- |
| Deutschland (GfK)            | 94          |
| Österreich (Ö3)              | 73          |
| Schweden (GLF)               | 6           |
| Schweiz (IFPI)               | 70          |
| Vereinigtes Königreich (OCC) | 13          |

| ChartsJahrescharts (2013)      | Platzierung |
| ------------------------------ | ----------- |
| Deutschland (GfK)              | 51          |
| Österreich (Ö3)                | 69          |
| Schweden (GLF)                 | 18          |
| Schweiz (IFPI)                 | 33          |
| Vereinigte Staaten (Billboard) | 26          |
| Vereinigtes Königreich (OCC)   | 58          |

| ChartsJahrescharts (2010–2019) | Platzierung |
| ------------------------------ | ----------- |
| Vereinigtes Königreich (OCC)   | 81          |

### Auszeichnungen für Musikverkäufe
| Land/Region                  | Auszeichnungen für Musikverkäufe (Land/Region, Auszeichnung, Verkäufe) | Verkäufe   |
| ---------------------------- | ---------------------------------------------------------------------- | ---------- |
| Australien (ARIA)            | 11× Platin                                                             | 770.000    |
| Belgien (BRMA)               | Gold                                                                   | 15.000     |
| Brasilien (PMB)              | Gold                                                                   | 30.000     |
| Dänemark (IFPI)              | Gold (Single) · + 3× Platin (Streaming)                                | 15.000     |
| Deutschland (BVMI)           | 3× Gold                                                                | 450.000    |
| Finnland (IFPI)              | Gold                                                                   | 5.322      |
| Italien (FIMI)               | 2× Platin                                                              | 60.000     |
| Kanada (MC)                  | 9× Platin                                                              | 720.000    |
| Mexiko (AMPROFON)            | 2× Platin                                                              | 120.000    |
| Neuseeland (RMNZ)            | 5× Platin                                                              | 150.000    |
| Niederlande (NVPI)           | Gold                                                                   | 10.000     |
| Österreich (IFPI)            | Gold                                                                   | 15.000     |
| Schweden (IFPI)              | 9× Platin                                                              | 360.000    |
| Schweiz (IFPI)               | Platin                                                                 | 30.000     |
| Spanien (Promusicae)         | 2× Platin                                                              | 120.000    |
| Vereinigte Staaten (RIAA)    | 5× Platin                                                              | 5.000.000  |
| Vereinigtes Königreich (BPI) | 4× Platin                                                              | 2.400.000  |
| Insgesamt                    | 7× Gold · 54× Platin ·                                                 | 10.270.322 |